# Carrie (singel Europe)
Carrie – ballada rockowa zespołu Europe, wydana w 1987 roku jako singel promujący album The Final Countdown.

## Powstanie
Utwór skomponowali Mic Michaeli i Joey Tempest. Początkowo w piosence występował tylko wokal oraz instrumenty klawiszowe i w takiej wersji utwór premierowo wykonano podczas trasy koncertowej w Szwecji w 1985 roku.
Zapytany w 2015 roku o inspirację tekstową Joey Tempest stwierdził, że nigdy nie istniał pierwowzór Carrie, a piosenka opowiada ogólnie o rozstaniu.
Do utworu zrealizowano teledysk w reżyserii Nicka Morrisa. Morris tworzył także inne teledyski zespołu, w tym „The Final Countdown”.

## Odbiór
Spośród piosenek Europe utwór „Carrie” osiągnął najwyższe miejsce na liście Hot 100, docierając do trzeciego miejsca. Utwór zajął również m.in. pierwsze miejsce na liście przebojów Programu Trzeciego.
| Lista             | Pozycja | Źródło |
| ----------------- | ------- | ------ |
| Austria           | 15      | [ 3 ]  |
| Belgia            | 7       | [ 3 ]  |
| Francja           | 11      | [ 3 ]  |
| Holandia          | 13      | [ 3 ]  |
| Irlandia          | 10      | [ 4 ]  |
| Kanada            | 9       | [ 5 ]  |
| Niemcy            | 22      | [ 3 ]  |
| Polska            | 1       | [ 2 ]  |
| Stany Zjednoczone | 3       | [ 1 ]  |
| Szwajcaria        | 10      | [ 3 ]  |
| Wielka Brytania   | 22      | [ 1 ]  |